# Golfe des Syrtes
Pour les articles homonymes, voir Syrte (homonymie).

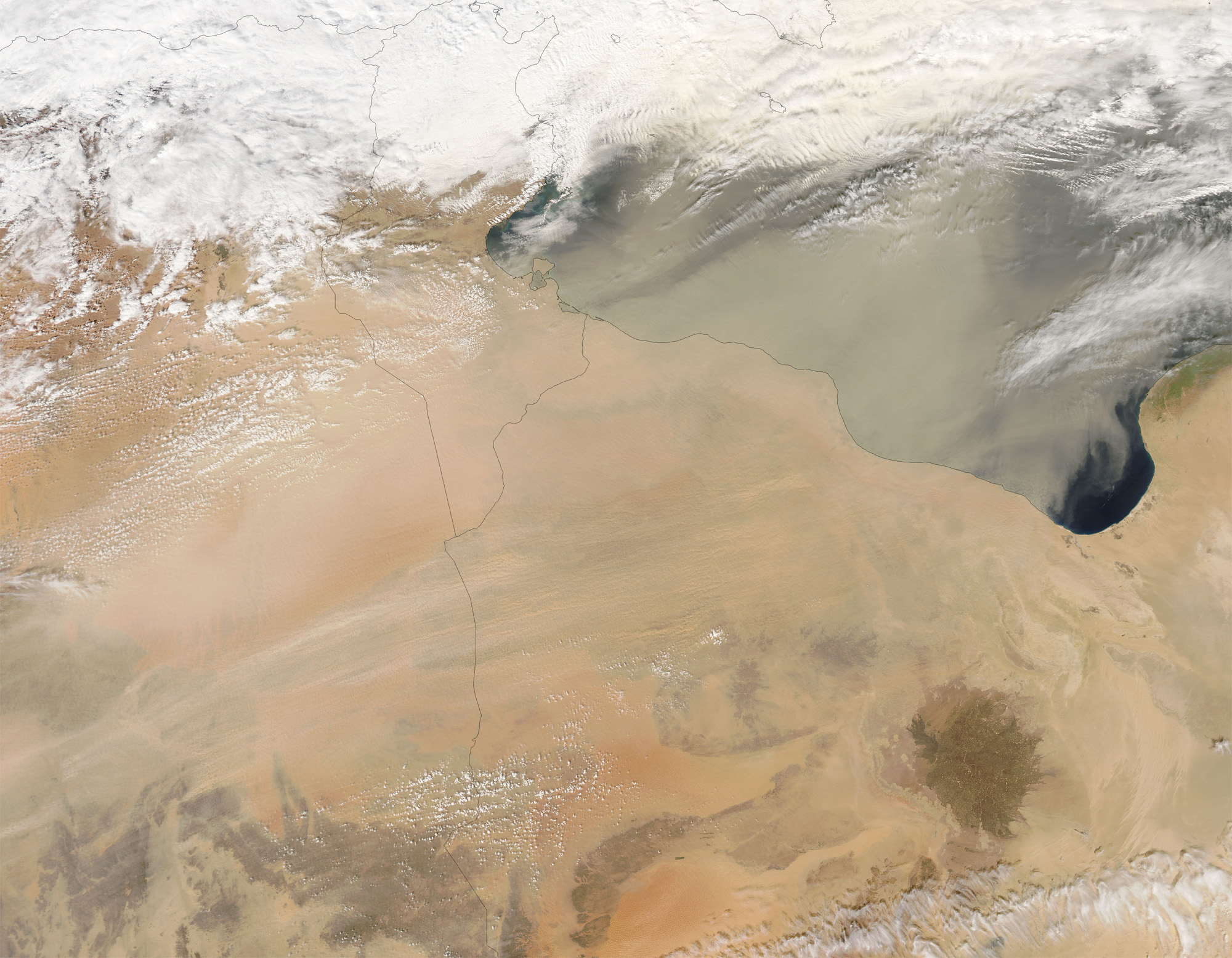
Image satellite de la NASA montrant une tempête de sable au-dessus d'une partie de l'Afrique du Nord et montrant les deux Syrtes.

Le golfe des Syrtes désigne, dans la géographie antique, deux golfes situés sur la côte de l'Afrique du Nord entre les territoires de Carthage et Cyrène :
- La Petite Syrte, le golfe de Gabès actuel, à l'ouest.
- La Grande Syrte, le golfe de Syrte actuel, à l'est.

La navigation y était particulièrement risquée.
La région comptait en dépit de ce caractère quelques villes et ports importants, comme Sabratha, Leptis Magna, Oea ou Tacape. Ils servaient de débouchés pour l'arrière-pays aride et aussi pour le commerce transsaharien.
Ils ont servi de contexte à l'épisode mythique des frères Philène, qui marqua la fixation des limites des zones d'influence de la cité de Cyrène et de Carthage.